# Palmar (Kostaryka)
Palmar – miasto w Kostaryce, w prowincji Puntarenas.